# Mánička (loutka)

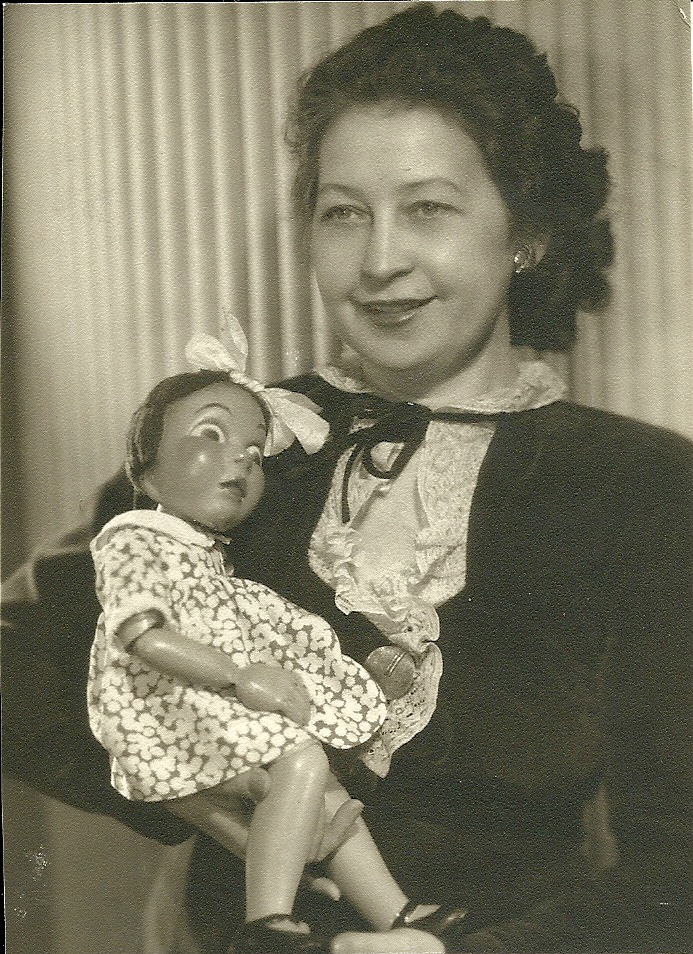
Božena Weleková s Máničkou

Mánička (* 1930) je loutková postavička vystupující v představeních Divadlo Spejbla a Hurvínka.
Mánička je vedle své „bábinky“ paní Kateřiny Hovorkové, jednou ze dvou ženských postav příběhů, jejichž hlavními hrdiny jsou Spejbl a Hurvínek. Mánička je Hurvínkova kamarádka, nerozlučnou dvojici doplňuje pes Žeryk.

## Historie loutky
Loutku vytvořil v roce 1930 řezbář Gustav Nosek, který je rovněž autorem loutky Hurvínka. Na podobě loutky pracoval také tehdy nový, mladý člen Divadla Spejbla a Hurvínka Jiří Trnka. Poprvé vystoupila po boku Hurvínka 19. dubna 1930 ve hře Hurvínkova jarní revue. Na rozdíl od Spejbla a Hurvínka, kteří se průběhu let měnili jen minimálně, Mánička několikrát změnila podobu, takže vzhled dnešní loutky se od původní značně liší. Její dnešní podobu vytvořil v 70. letech Zdeněk Juřena.

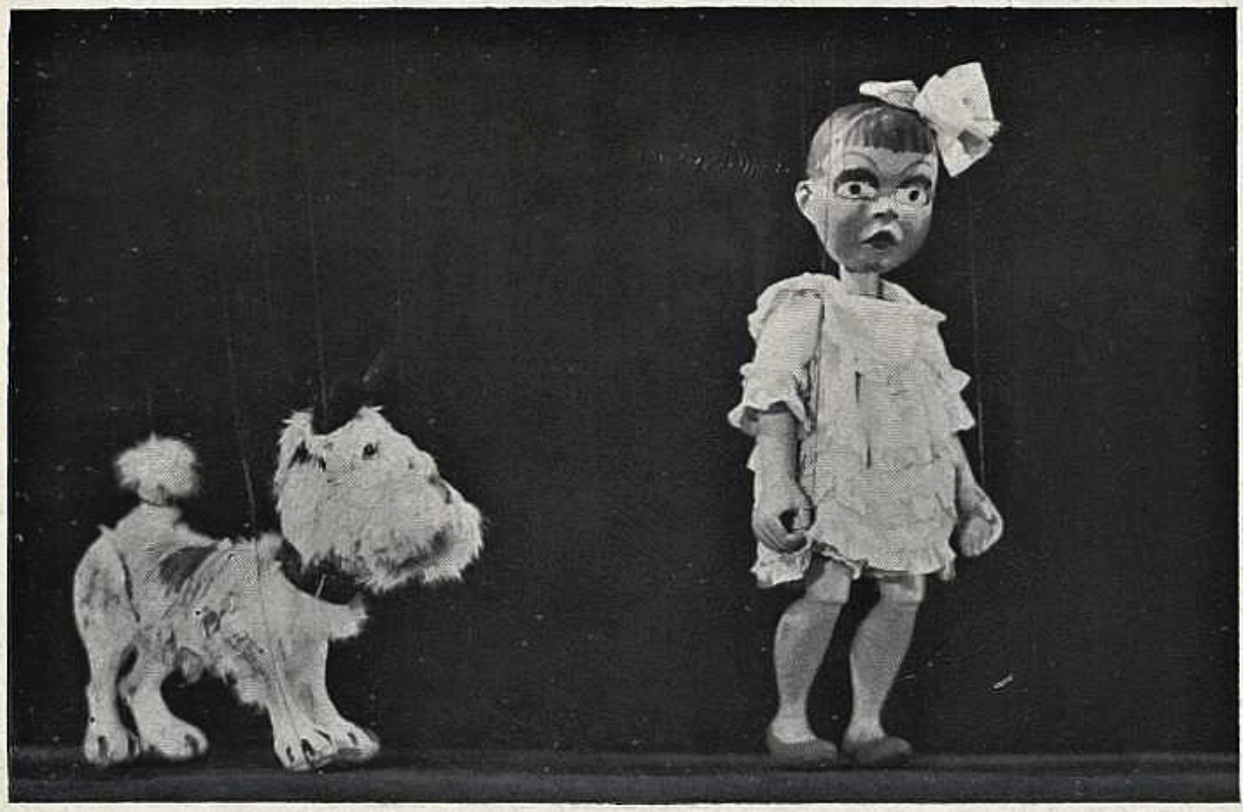
Jedna z nejstarších fotografií Žeryka a Máničky (1930)

Zatímco Spejbla s Hurvínkem mluvil vždy hlavní člen divadla (na počátku to byl Josef Skupa), interpretky Máničky se střídaly a někdy divadelní soubor i na několik let opustily, takže Mánička po dlouhá léta nebyla stálou členkou spejblovských her. Zpočátku Máničku mluvila Anna Kreuzmannová, po znovuotevření divadla po II. světové válce v roce 1945 Božena Weleková. V roce 1969 se Máničky ujala Helena Štáchová. Od 25. února 2016 do listopadu 2022 propůjčovala Máničce hlas Marie Šimsová. Po jejím odchodu mluví obě ženské postavy Jana Mudráková.
Loutku v současností vodí Michaela Jandlová a Květoslava Plachetková, dříve také Jan Klos nebo Radko Haken.

## Charakter
Mánička je Hurvínkova nejlepší kamarádka. Je to brýlatá holčička, která se ve škole dobře učí a ví spoustu věcí, takže někdy působí na Hurvínka až přechytrale. Jinak je ovšem naivní, nepraktická a Hurvínkovy klukoviny ji snadno rozpláčou. Jejich charaktery i vzájemný vztah lze do jisté míry přirovnat ke vztahu Lízy a Barta Simpsonových.